# Rudolf von Sebottendorf
Rudolf von Sebottendorf, auch Rudolf von Sebottendorff, eigentlich Adam Alfred Rudolf Glauer, Pseudonym Erwin Torre (* 9. November 1875 in Hoyerswerda; † 8./9. Mai 1945 vermutlich in Istanbul), war ein deutsch-osmanischer antisemitischer Okkultist und Verleger.
Der zeitweise sehr vermögende Sebottendorf war im Umfeld der völkischen Bewegung, der Zerschlagung der Münchner Räterepublik, der Freikorps und antisemitischen Geheimbünde sowie als Verleger des Völkischen Beobachters aktiv. Um 1918 versammelte er Gesinnungsgenossen, so in der Thule-Gesellschaft, von denen etliche zum späteren Führungspersonal der NSDAP gehörten. Sebottendorf selbst blieb die von ihm erstrebte Anerkennung als Wegbereiter des Nationalsozialismus versagt.

## Leben

### Jugend, Türkeiaufenthalt, Okkultismus
Rudolf Glauer wuchs als Sohn eines Lokomotivführers in Hoyerswerda auf. Er machte sein Abitur und ging nach Berlin, um an der Technischen Hochschule Ingenieurwissenschaften zu studieren, brach sein Studium aber ab. Im April 1898 heuerte er als Heizer auf einem Schiff von Bremerhaven nach New York an und fuhr mehrere Jahre zur See, u. a. auch in den Orient, wo er sich mit Okkultismus beschäftigte. Die Angaben über sein weiteres Leben sind zumeist nicht gesichert, da sie nur auf seinen 1933 erschienenen Memoiren Bevor Hitler kam basieren; diese gelten aber als unzuverlässig.
Von 1901 bis 1914 will er sich wiederholt in der Türkei aufgehalten haben. In Bursa habe er 1901 die Bekanntschaft eines griechischen Juden namens Termudi gemacht, der ihn in eine Freimaurerloge eingeführt haben soll. Der britische Esoterik-Forscher Nicholas Goodrick-Clarke vermutet, dass die Loge in Bursa mit französischen Logen des Memphis-Ritus in Verbindung stand. Darüber hinaus sei sie eine Tarnorganisation des jungtürkischen Komitees für Einheit und Fortschritt gewesen, einer illegalen Oppositionsbewegung gegen das absolutistische Regime von Sultan Abdülhamid II. Von Termudi will Sebottendorf auch dessen Bibliothek okkultistischer Bücher geerbt haben.
Darüber hinaus beschäftigte er sich angeblich mit der islamischen Mystik, dem Sufismus, der Theosophie Helena Blavatskys sowie dem ariosophischen Ableger der „Theozoologie“ des Lanz von Liebenfels. In seinem 1924 erschienenen Werk beschreibt Glauer Begegnungen mit dem Sufismus, insbesondere dem Bektaschi-Derwisch-Orden, die er als „alte türkische Freimaurerei“ tituliert. In deren Praktiken, die angeblich zur feinstofflichen Umwandlung des Körpers dienten, glaubte er rosenkreuzerische Traditionen zu erblicken. Mit seinem Werk lieferte er durch die Überlagerung der Derwisch-Praxis mit den Buchstabenübungen J. B. Kernings und Carl Kolbs der Buchstabenmagie neue Impulse. Glauer gilt als einer der ersten Neo-Sufis im Westen, wenngleich seine späteren eklektizistischen Lehren weniger mit denen des Bektaschi-Ordens, des Islam oder der Sufis zu tun hatten als mit westlichen esoterischen Traditionen wie den Rosenkreuzern.
1910 soll er eine mystische Loge in Istanbul gegründet haben. Im Orient wurde Glauer nach eigenen Angaben von einem (ausgewanderten) Baron Heinrich von Sebottendorf adoptiert und nannte sich seitdem Rudolf Freiherr von Sebottendorf. Das Bezirksamt Freiburg indes ging 1919 davon aus, Glauer führe Namen, Titel und Adelsprädikat zu Unrecht. Eine erste Ehe hielt nur einige Monate. Er erwarb die türkische Staatsbürgerschaft und nahm als Soldat der osmanischen Armee am Zweiten Balkankrieg von 1913 teil. Anschließend kehrte er nach Deutschland zurück und ließ sich erst in Berlin, dann in Kleinzschachwitz nieder, einem Dresdener Villenvorort, wo er für 50.000 Reichsmark ein großes Anwesen erstand. Wegen seiner türkischen Staatsangehörigkeit wurde er im Ersten Weltkrieg nicht zum Militär einberufen. 1915 heiratete er in Wien Bertha Anna Iffland, die Tochter eines reichen Berliner Kaufmanns. Seitdem lebte er vom Vermögen seiner Frau.

### Kampf gegen die „jüdische Weltverschwörung“
Sebottendorf trat dem völkischen Germanenorden bei, für den er mit erheblichen Geldsummen unbekannter Herkunft Werbung betrieb. In dessen Auftrag sammelte er Anfang 1918 die verbliebenen Münchner Mitglieder, um einen bayerischen Ableger des Ordens zu gründen: die Thule-Gesellschaft. Sie wurde am 17./18. August 1918 unter dem Namen „Thule Gesellschaft, Orden für deutsche Art“ im Münchner Hotel Vier Jahreszeiten offiziell gegründet.
Die Mitglieder dieses Geheimbundes begannen noch während des Krieges mit rabiater antisemitischer Propagandatätigkeit, mit der sie die Entwicklung des völkischen Radikalismus förderten. Sie glaubten an die Verschwörungstheorie einer „jüdischen Verschwörung“, der sie mit konspirativen Mitteln das Handwerk legen wollten: Ihre Ziele waren die „Brechung der Zinsknechtschaft“, die Errichtung einer Diktatur und die Vertreibung aller Juden aus Deutschland. Diese Ziele sollten durch den Rückgriff auf die germanische Vorzeit im Namen und den Okkultismus kaschiert werden.
Im Juli 1918 kaufte Sebottendorf mit dem Vermögen seiner Lebensgefährtin Käthe Bierbaumer von der Franz Eher Nachfolger Verlags GmbH den Münchner Beobachter. Das Boulevardblatt wurde unter Sebottendorfs Chefredaktion zum Zentralorgan der Thule-Gesellschaft. Im August 1918 wurde die Zeitung in Völkischer Beobachter umbenannt. Nachdem im November 1918 die Münchner Räterepublik ausgerufen worden war, hetzte Sebottendorf in seiner Zeitung gegen eine „jüdische Weltverschwörung“, die angeblich hinter dem Rätesystem und der Novemberrevolution stecke.
Sebottendorf gründete aus dem Kreis der Mitglieder einen „Kampfbund“, der Waffen beschaffte und aus dem das Freikorps Oberland hervorging, das unter anderem bei der Niederschlagung der kommunistischen Münchner Räterepublik und des Ruhraufstands 1920 beteiligt war. Anton Graf von Arco auf Valley, der Mörder des bayerischen Ministerpräsidenten Kurt Eisner, war erst unmittelbar vor der Tat wegen seiner jüdischen Mutter aus der Thule-Gesellschaft ausgeschlossen worden. Im Januar 1919 beauftragte Sebottendorf Karl Harrer, einen Sportredakteur seines Münchner Beobachters, der auch Mitglied der Thule-Gesellschaft war, sich in einem zunächst obskuren „Freien Arbeiterausschuß“ zu engagieren. Aus diesem entstand im Januar 1919 mit Harrer als Vorsitzendem die Deutsche Arbeiterpartei, die sich dreizehn Monate später in NSDAP umbenannte.

### Erneutes Exil, Rückkehr und Abschiebung aus Deutschland, letzte Jahre
1919 verließ Sebottendorf die Thule-Gesellschaft, weil man ihm vorwarf, mitschuldig am Tod von sieben Mitgliedern gewesen zu sein. Weil die Räteregierung Mitgliederlisten bei ihm beschlagnahmt hatte, waren mehrere Thule-Gesellschafter in Geiselhaft genommen und am 30. April 1919 von Rotgardisten ermordet worden. 1920 wurde Sebottendorf, der durch Fehlspekulationen sein Vermögen eingebüßt hatte, Redakteur der Astrologischen Rundschau, einer astrologischen Zeitschrift. Er verfasste Bücher zu astrologischen und esoterischen Themen und reiste viel, unter anderem in Nordamerika, in der Schweiz und der Türkei. Dort soll er, eigenen Angaben zufolge, von 1923 bis 1928 Honorarkonsul von Mexiko gewesen sein.
Nach der Machtergreifung der Nationalsozialisten 1933 kehrte er nach Deutschland zurück, wo er die Thule-Gesellschaft neu gründen zu können hoffte. Im gleichen Jahr veröffentlichte er sein Buch Bevor Hitler kam, in dem er den Einfluss der Thule-Gesellschaft in der Frühzeit der nationalsozialistischen Bewegung deutlich übertrieb. Das Buch wurde verboten. 1934 wurde Sebottendorf aus Deutschland abgeschoben, danach verliert sich seine Spur. Gerüchten zufolge ließ er sich wieder in der Türkei nieder. In den Jahren 1942 bis 1945 soll er in Istanbul sowohl für die deutsche Abwehr als auch den britischen Geheimdienst gearbeitet haben. Direkt nach der deutschen Kapitulation soll sich Sebottendorf, der mittlerweile verarmt war, im Bosporus ertränkt haben.

## Werke
- Der Talisman des Rosenkreuzers (Roman). Baum, Pfullingen 1925.
- Die Symbole des Tierkreises: eine Symbolik jeden Grades nach alten Quellen gesammelt. Theosophisches Verlagshaus, Leipzig 1920.
- Geschichte der Astrologie. Theosophisches Verlagshaus, Leipzig 1923.
- Die Praxis der alten türkischen Freimaurerei. Theosophisches Verlagshaus, Leipzig 1924.
- Bevor Hitler kam. Urkundliches aus der Frühzeit der nationalsozialistischen Bewegung. Deukula-Verlag, München 1933.